# Bāft (kommunhuvudort i Iran)
Bāft (persiska: بافت) är en kommunhuvudort i Iran.   Den ligger i provinsen Kerman, i den sydöstra delen av landet, 900 km sydost om huvudstaden Teheran. Bāft ligger 2 268 meter över havet och antalet invånare är 35 008.
Terrängen runt Bāft är platt åt sydväst, men åt nordost är den kuperad. Terrängen runt Bāft sluttar söderut. Runt Bāft är det glesbefolkat, med 12 invånare per kvadratkilometer. Bāft är det största samhället i trakten. Omgivningarna runt Bāft är i huvudsak ett öppet busklandskap.